# Salsa criolla

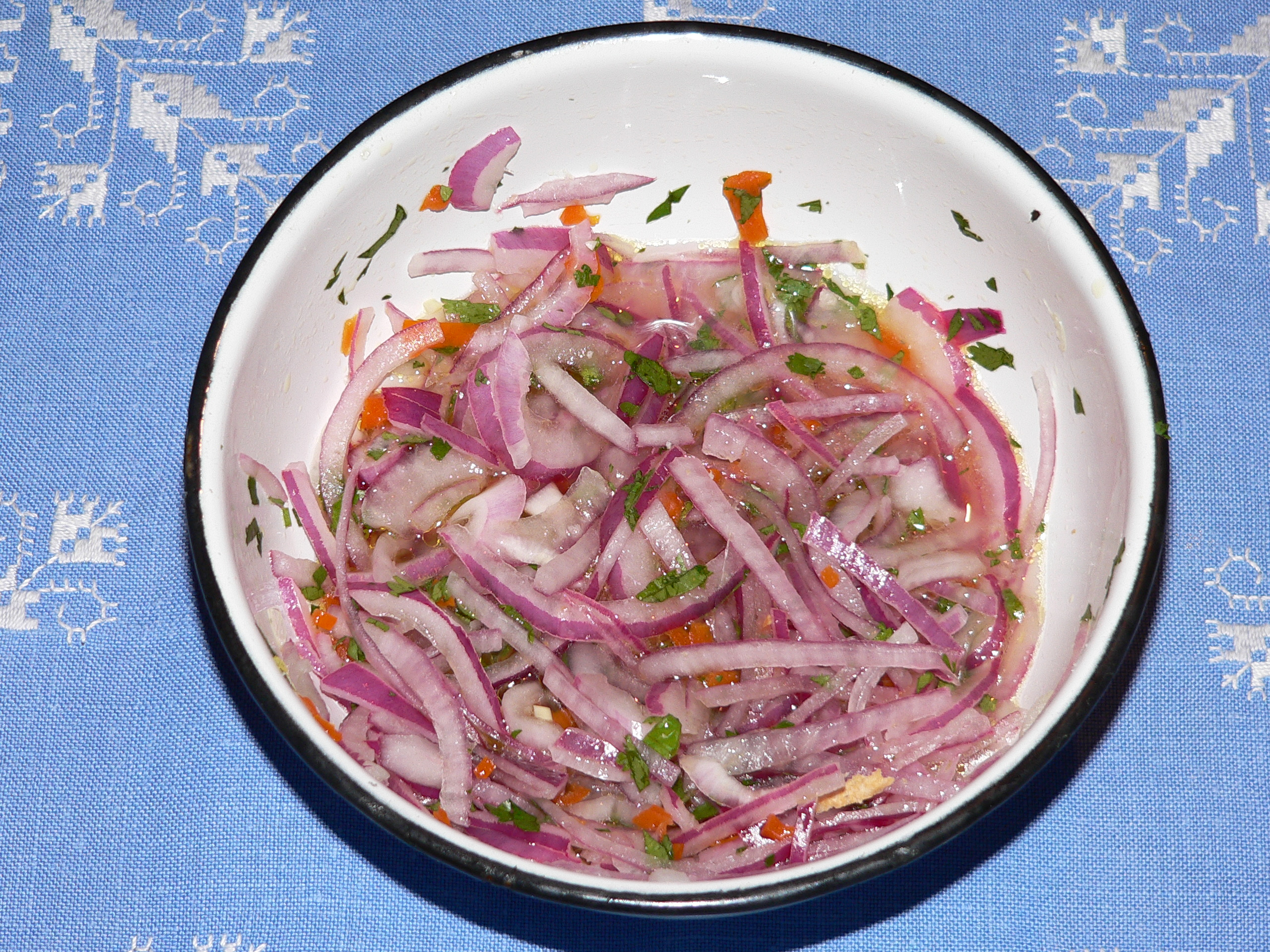
Salsa criolla, Peru

Salsa criolla är en enkel anrättning i form av en gastronomisk sås eller marinad med varierande konsistiens och innehåll.

## Karakteristika
I Peru tillagar man den med rå rödlök, gul spansk peppar och / eller lime. Det är också vanligt att tillsätta culantro (bladen) eller persilja. 
I Argentina och Uruguay, används den allmänt som marinad för nötkött, men genom sin spridning har den fått en vanlig användning beroende på gourmetens uppfinningsrikedom.

## Användning
I Peru är det sannolikt det vanligaste tillbehöret till det peruanska köket. Den ingår som en viktig del i tillagningen av sánguche de chicharrón, butifarra och många av rätterna i det peruanska köket.
Genom den enkla anrättningen och de billiga ingredienserna kan man hitta denna salsa criolla även i andra kulturer och med under beteckningar och variationer. 
Under beteckningen salsa criolla går också det typiska köket på den argentinska och den uruguayanska landsbygden. 